# Pharmacie Malard
Pour les articles homonymes, voir Malard (homonymie).
La pharmacie Malard, du nom de ses deux premiers propriétaires, aussi appelée pharmacie de l'Art nouveau ou autrefois pharmacie de l'hôtel de ville, est une officine de pharmacie située à Commercy, dans le département de la Meuse, en région Lorraine, en France.
Des travaux menés en 1907 par Eugène Vallin lui donnèrent une devanture et un décor intérieur de style École de Nancy qui ont été classés au titre des monuments historiques en 1998.
Elle n'a presque pas connu de modifications depuis son aménagement initial.

## Situation
La pharmacie est sise au 23 place Charles-de-Gaulle, sur laquelle se trouve l'ancien hôtel de ville de Commercy. Elle est située à proximité du château de Commercy.

## Histoire

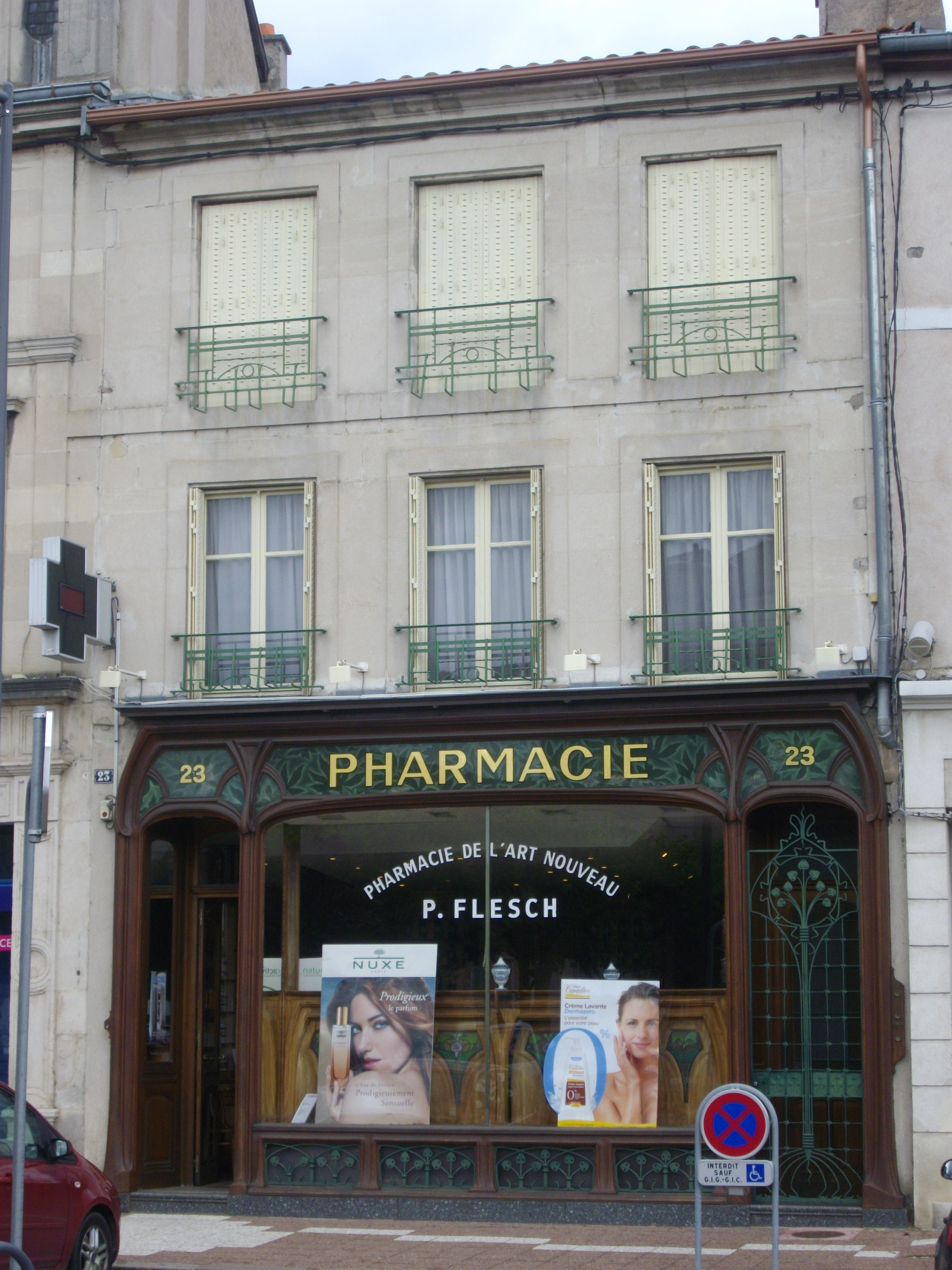
Vue d'ensemble de l'immeuble en 2013.

Dans les années 1900, Eugène Vallin travaille sur l'hôtel de ville d'Euville quand un pharmacien, Georges Malard, entre en contact avec lui pour moderniser son officine située à Commercy, ville voisine d'Euville, dans un immeuble du XIXe siècle,.
Vallin commence à travailler sur la devanture de cette pharmacie en 1907, tandis que le décor intérieur est confié à Charles Fridrich pour les boiseries et Joseph Janin pour les vitraux. Ensemble ils lui donnent un style École de Nancy, un courant de l'Art nouveau né à la fin du XIXe siècle à Nancy, à une cinquantaine de kilomètres de Commercy.
Restée presque intacte depuis lors, un arrêté du 16 juin 1998 classe au titre des monuments historiques la devanture de la pharmacie avec les deux entrées, y compris les grilles ; les présentoirs de la vitrine ; le sol en mosaïque ; les placards et rayonnages, y compris les deux portes d'angles avec leurs verrières, et la glace portant sur son cadre la date de 1907,,. Ce classement coïncide avec les célébrations du centenaire de l'École de Nancy en 1999.

## Architecture

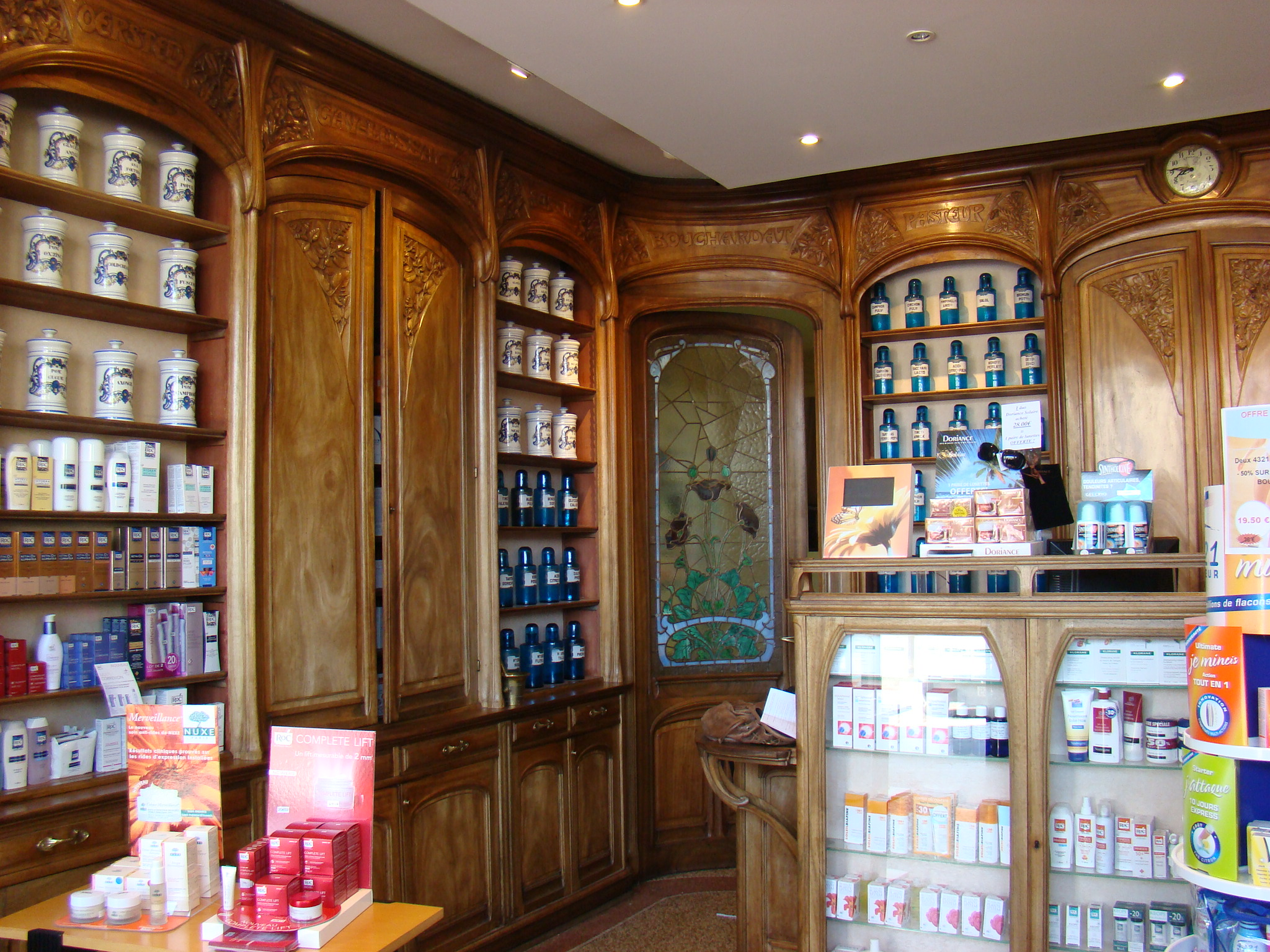
Décor intérieur de la pharmacie en 2009.

### Devanture
Pour la devanture, Eugène Vallin utilise une tige d'ombelle stylisée pour structurer les lignes élancées de l'ornemenation en bois naturel. Elle encadre une vitrine flanquée de deux portes latérales, protégées par des grilles en fer forgé.

### Décor intérieur
Pour le décor intérieur, Charles Fridrich réalise des boiseries sculptées de plantes médicinales. Les panneaux muraux, qui accueillent placards et rayonnages, sont ornés à leur sommet de cartouches contenant le nom de savants du XVIIIe et du XIXe siècle, de gauche à droite Œrsted, Gay-Lussac, Scheele, Bouchardat, Pasteur, Raspail, Berzelius, Lavoisier, Parmentier, Pelouze.
Aux angles de la pièce se trouvent deux portes ornées des vitraux de Joseph Janin, représentant des digitales et des pavots. Janin réalise également quatre vitraux en vitrine,.

## Pharmaciens successifs
- Georges Malard, né en 1880[9]
- Pierre Malard, fils de Georges Malard[7] (1959–1987)[α]
- Philippe Flesch[5],[10], petit-fils de Georges Malard[11] (1987–2015)[β],[12]
- Laurent Faltot (depuis 2015)[γ]